# Гуира
Гуира, или гуйра (лат. Guira guira), — вид птиц подсемейства кукушек-личинкоедов, единственный представитель рода Guira. Ближайшими к гуирам являются представители другого рода — Ани (Crotophaga).

## Ареал
Ареал — тропики Южной Америки к востоку от Анд и к югу от Амазонии. Встречается в Южной и Восточной Бразилии, негорной Боливии, Парагвае, Уругвае и в северной Аргентине. Также встречается на Нидерландских Антилах (возможно, интродуцирована). Охранный статус — наименьший риск (LC).

## Описание вида
Гуира представляет собой птицу с серо-коричневым оперением и жёлто-оранжевым клювом. Длина тела — 35—40 см. Взрослые особи имеют рыжеватый хохолок и длинный хвост.

## Поведение
Гуира заселяет открытые места обитания, такие как пастбища и водно-болотные угодья, и ее зона распространения значительно расширилась из-за сведения лесов. В пределах ареала её обычно можно увидеть в пригородных парках и садах. Как и родственная ей длиннохвостая кукушка, гуира не особенно хорошо летает и обычно перелетает только на короткие расстояния. Часто можно увидеть, планирующей или перепрыгивающей с одной вершины на другую, издающей при этом громкие крики. Крик этой птицы безошибочно узнаваем, это протяжный и пронзительный звук, что-то среднее между протяжным свистом и воем.
Хотя гуира в первую очередь древесная птица, её часто можно увидеть кормящейся на земле, иногда в одиночку, но часто в стаях до 18 особей. Иногда её можно видеть в месте с  другими птицами, чье поведение сходно, например, с ани. 

### Питание

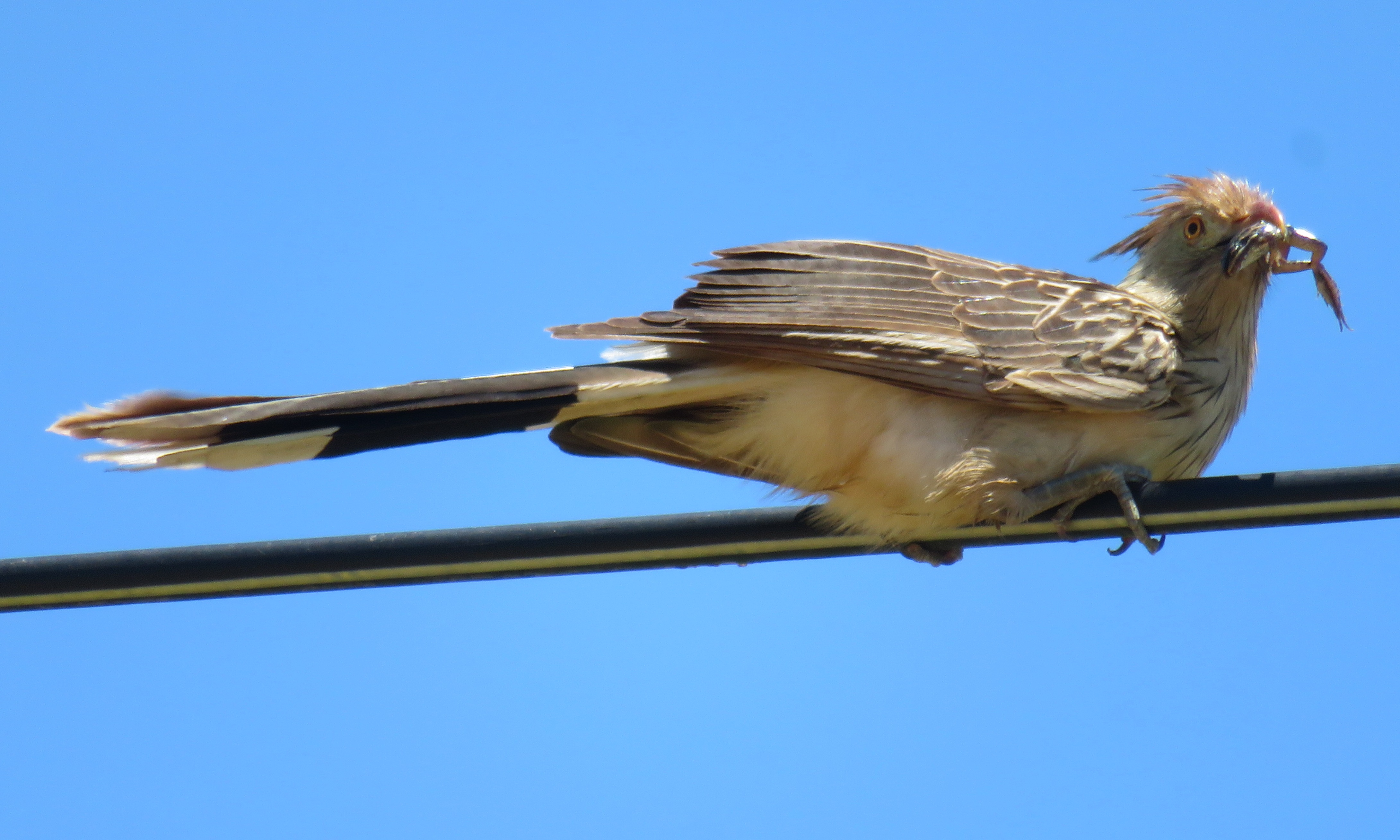
Гуира (Guira guira) с пойманной лягушкой. Такуарас, департамент Ниембуку, Парагвай.

Гуира — оппортунистический хищник, собирающий мелкую добычу на земле или ищущий ее среди ветвей. Она питается червями, насекомыми и другими членистоногими, головастиками и лягушками, яйцами, мелкими птицами (особенно птенцами) и мелкими мышевидными грызунами. Также было замечено, что она может питаться ящерицами.

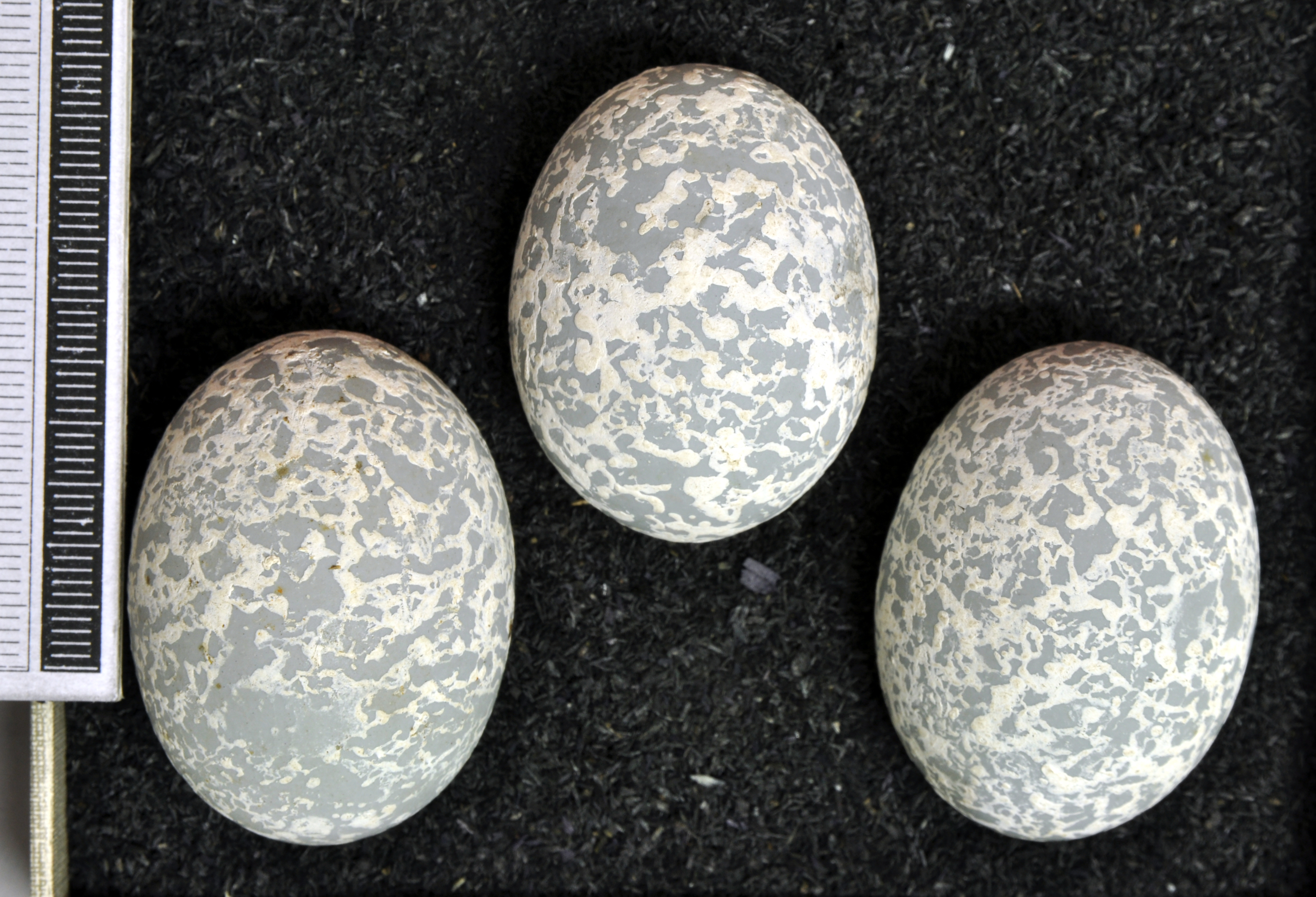
Яйца, Коллекция Музея Висбадена

### Размножение
В отличие от многих кукушек Старого Света, кукушка-гуира не прибегает к гнездовому паразитизму. Гнездо строится на развилке дерева на высоте от 2 до 5 м от земли. Яйца (от 5 до 7) темно-зеленые, покрытые меловым налетом. Их инкубируют либо в индивидуальных, либо в общественных гнездах; в последнем можно найти до 20 яиц. Под общинными гнездами обычно находят много разбитых яиц. Конкуренция между молодыми велика и смертность значительна.

## Фотографии

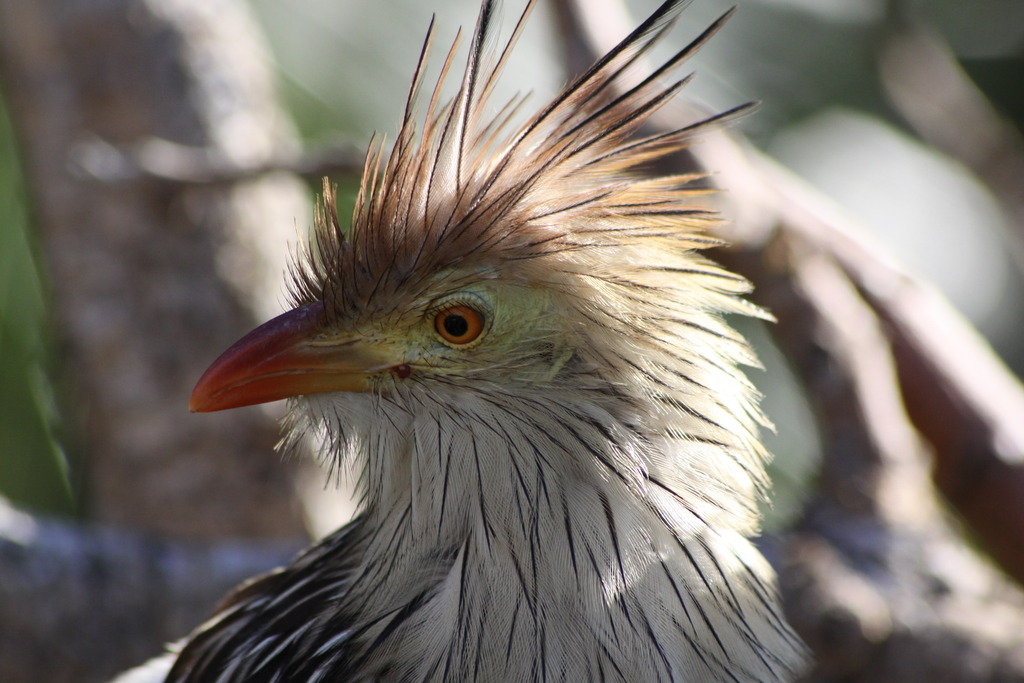
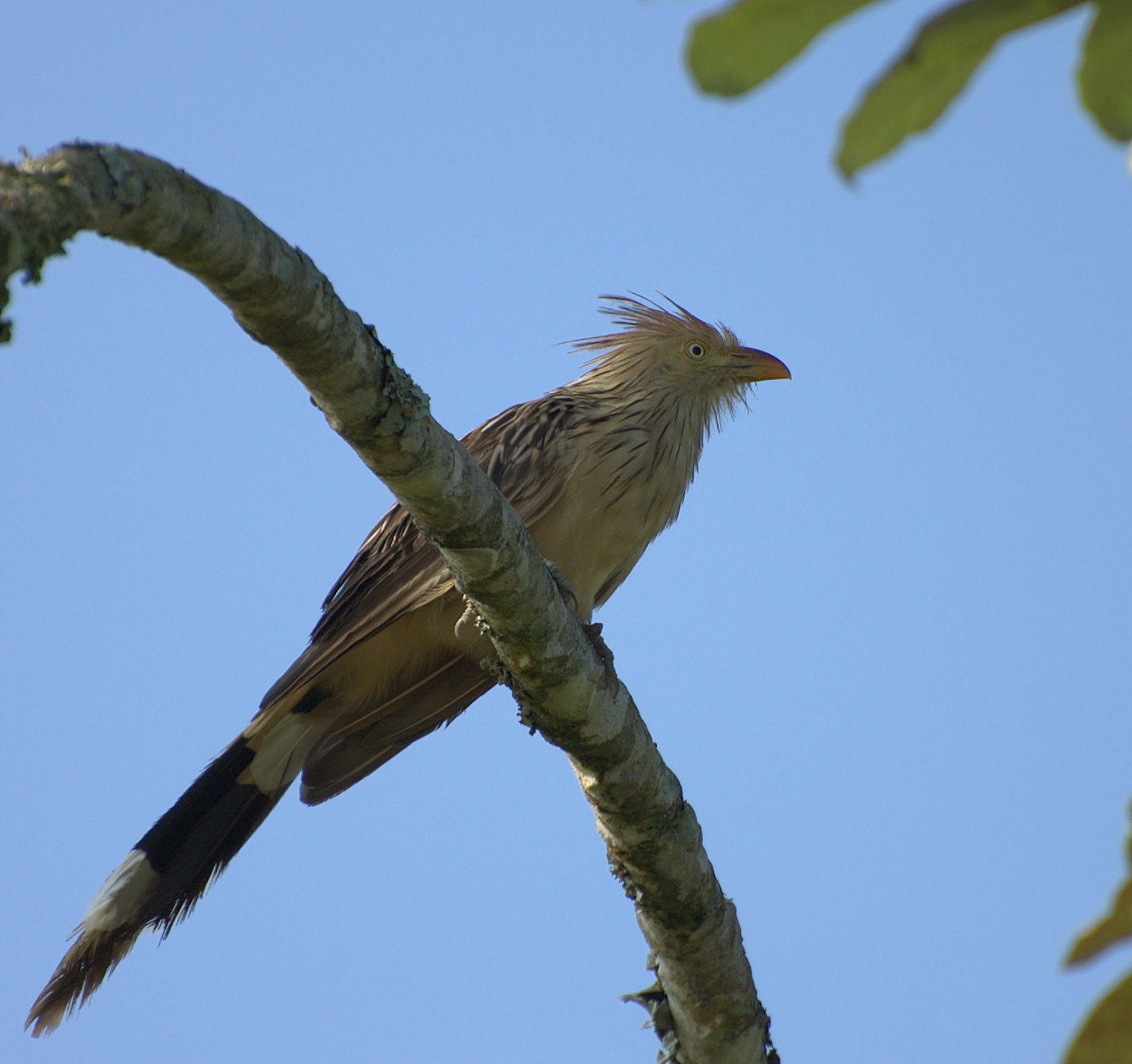
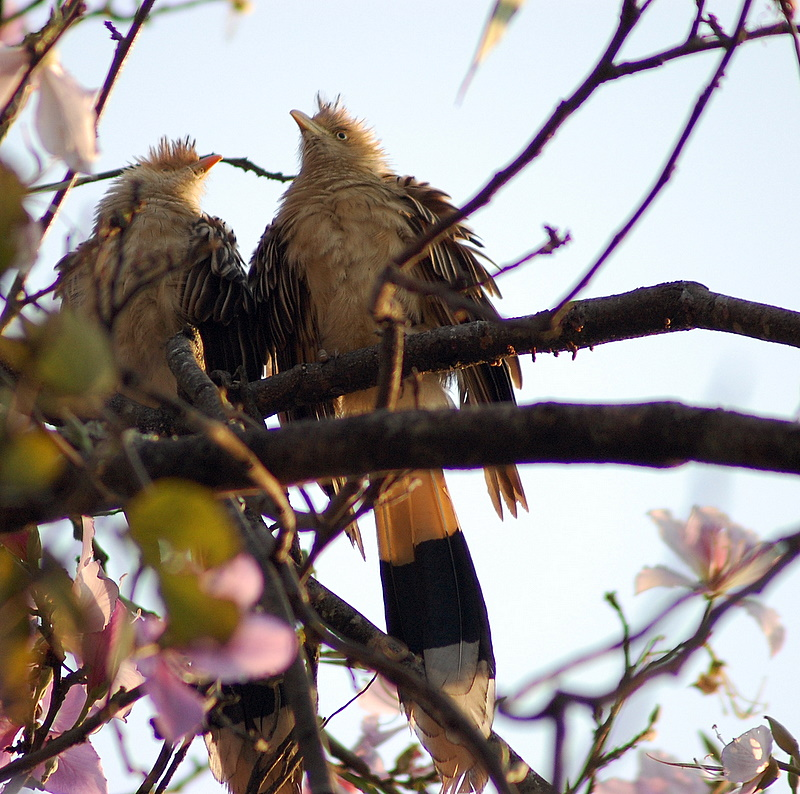